# Hanno Möbius
Hanno Möbius (* 1941) ist ein deutscher Autor, Germanist und Medienwissenschaftler.

## Leben
Hanno Möbius forschte besonders zur Literaturgeschichte und Literaturtheorie von 1850 bis zur Gegenwart.
Seine Habilitationsschrift (Uni Marburg 1980) trug den Titel: Der Positivismus in der Literatur des Naturalismus : Wissenschaft, Kunst und soziale Frage bei Arno Holz.
Möbius war Professor für Neuere deutsche Literatur und Medien an der Philipps-Universität Marburg und zeitweise Gastprofessor an der Humboldt-Universität Berlin. Er trat unter anderem durch medienwissenschaftliche Veröffentlichungen zur filmpolitischen Konzeption von Heimat im Nationalsozialismus
und zur Stadt im deutschen Film in Erscheinung.
Neben seiner Lehrtätigkeit verfasste er zahlreiche Beiträge für wissenschaftliche Zeitschriften sowie Monographien. Eine der bekanntesten Monographien von Hanno Möbius dürfte sein Werk Montage und Collage sein.

## Monographien, Auswahl
- Arbeiterliteratur in der Bundesrepublik Deutschland. - Köln : Pahl-Rugenstein, 1970
- Progressive Massenliteratur? Revolutionäre Arbeiterromane 1927–1932.  - Stuttgart : Klett-Cotta, 1977
- Der Positivismus in der Literatur des Naturalismus. Wissenschaft, Kunst und soziale Frage bei Arno Holz. - München : Fink, 1980
- Der Naturalismus. Epochendarstellung und Werkanalyse. - Heidelberg : Quelle und Meyer, 1982
- Die Mechanik in den Künsten. Studien zur ästhetischen Bedeutung von Naturwissenschaft und Technologie. Marburg : Jonas-Verl., 1990
- Drehort Stadt. Das Thema Großstadt im deutschen Film. - Marburg : Hitzeroth, 1990
- Versuche über den Essayfilm. - Marburg : Inst. für Neuere Dt. Literatur, 1991
- Montage und Collage. - München : Fink, 2000
- Heimat im nationalsozialistischen Stadtfilm. - Marburg : Philipps-Universität Marburg, 2018